# Aneurysm
Aneurysm (укр. аневризма) — пісня американського грандж-гурту Nirvana, що вийшла як сингл у 1996 році. Пісня примітна тим, що її написали всі учасники гурту, на відміну від більшості інших, які написав фронтмен Курт Кобейн.
У 2000 році «Aneurysm» посіла третє місце в опитуванні BBC Radio 1 серед найкращих пісень гурту Nirvana. Першими двома стали «Smells Like Teen Spirit» та «Heart-Shaped Box».

## Історія
Студійні версії
- Перша студійна версія «Aneurysm» була записати 1 січня 1991 року Крейгом Монтгомері в студії Music Source в Сіетлі, штат Вашингтон. Через рік ця версія вийшла бі-сайдом на синглі «Smells Like Teen Spirit». 1992 року, пісню перевипустили на мініальбомі Hormoaning, який вийшов лише в Австралії та Японії. 2004 року, ця ж версія вийшла на збірці раритетних записів With the Lights Out. 2011 року, пісня знову вийшла на deluxe-перевиданні альбому Nevermind.
- Другу студійну версію «Aneurysm» записали 9 листопада 1991 року для радіопередачі Бі-Бі-Сі Mark Goodier's Evening Session. 1992 року, ця версія пісні увійшла до збірки Incesticide.

Концертні версії
- Дві змонтовані концертні версії «Aneurysm», записані 25 листопада 1991 року в культурному центрі Парадізо в Амстердамі, Нідерланди, і 23 січня 1993 року на фестивалі Hollywood Rock в Ріо-де-Жанейро, Бразилія, вийшли на домашньому відео Live! Tonight! Sold Out!! 1994 року, а також на VHS та DVD 2006 року.
- Концертна версія, записана 21 грудня 1991 року в експоцентрі у Дель Маре, штат Каліфорнія, вийшла на концертному збірнику From the Muddy Banks of the Wishkah 1996 року. Так само, ця версія вийшла як промо-сингл, і досягла 11 і 13 позиції в хіт-парадах Billboard Hot Mainstream Rock Tracks та Alternative Songs, відповідно.
- Концертна версія, записана 31 жовтня 1991 року в театрі Парамаунт в Сіетлі, штат Вашингтон, вийшла на CD і DVD Live at the Paramount 2009 року.
- Концертна версія, записати 30 серпня 1992 року на фестивалі у Редінгу, Англія, вийшла на DVD і Blu-ray Live at Reading 2011 року.

## Значення
Згідно з біографією Курта Кобейна Найважче неба, написаної Чарльзом Кросом, Кобейн написав текст до «Aneurysm» про його колишній подрузі Тобі Вейл. Принаймні один рядок («Love you so much it makes me sick», рос. Люблю тебе так сильно, що мене нудить) стосується Вейл, бо, при першому побаченні з нею, Курт так нервував, що його вирвало.

## Учасники запису
- Курт Кобейн — гітара, вокал
- Кріс Новоселіч — бас-гітара
- Дейв Ґрол — ударні

## Позиції в чартах
| Чарт (1996)                           | Позиція |
| ------------------------------------- | ------- |
| Canadian RPM Singles Chart            | 49      |
| Canadian RPM Alternative 30           | 1       |
| US Mainstream Rock Tracks (Billboard) | 11      |
| US Hot Modern Rock Tracks (Billboard) | 13      |
| US Hot 100 Airplay (Billboard)        | 63      |
| Finland Singles Chart                 | 40      |